# Tove (Togo)
Tove ist eine Ortschaft in der Präfektur Kloto der Region Plateaux in Togo. Der Ort liegt unmittelbar südlich der größeren Stadt Kpalimé und im historischen Siedlungsgebiet der Ewe.
Während der deutschen Kolonialzeit lag Tove im Verwaltungsbezirk Misahöhe und besaß eine 1912 gegründete Station zum Baumwollanbau und eine Saatvermehrungsstelle.